# Heart Beat Tour 2014
Heart Beat Tour 2014は、鬼束ちひろが2014年に「鬼束ちひろ & BILLYS SANDWITCHES」名義で開催したツアー。オーサカ=モノレールが参加するのは全8ステージ中、大阪・Billboard Live OSAKA、東京・Billboard Live TOKYOでの計4公演。

## 日程
- 2014年1月13日 - ビルボードライブ大阪 2公演
- 2014年1月19日 - ビルボードライブ東京 2公演
- 2014年2月10日 - 渋谷WWW
- 2014年2月23日 - 名古屋クラブクアトロ
- 2014年3月7日 -  品川教会グローリア・チャペル
- 2014年4月5日 - 中野サンプラザ大ホール